# The Witches of Oz
The Witches of Oz é o terceiro filme da saga The Wizard of Oz e um filme estadunidense do gênero fantasia dirigido por Leigh Scott. É uma versão modernizada do livro The Wonderful Wizard of Oz, escrito por L. Frank Baum. O filme foi gravado entre dezembro de 2009 e fevereiro de 2010, e sua data do lançamento ainda não foi confirmada. Nos Estados Unidos, será distribuído pela MarVista Entertainment.

## Sinopse
O filme retrata a vida adulta de Dorothy Gale, uma famosa escritora de livros infantis. Dorothy percebe que seus livros de sucesso são baseados em memórias reprimidas de sua infância, e que o mundo de Oz que ela descreve realmente existe.

## Elenco
- Paulie Rojas .... Dorothy Gale
- Mia Sara .... Princesa Langwidere
- Sean Astin .... Frack
- Jeffrey Combs .... Frank
- Lance Henriksen .... Henry Gale
- Sasha Jackson .... Ilsa
- Ethan Embry .... Frick
- Billy Boyd .... Nick Chopper
- Eliza Swenson .... Billie Westbrook
- Christopher Lloyd .... Mágico de Oz
- Noel Thurman .... Glinda
- Ari Zigaris .... Allen
- Barry Ratcliffe .... Bryan
- Al Snow .... Rei dos Duendes